# وسنیانکی

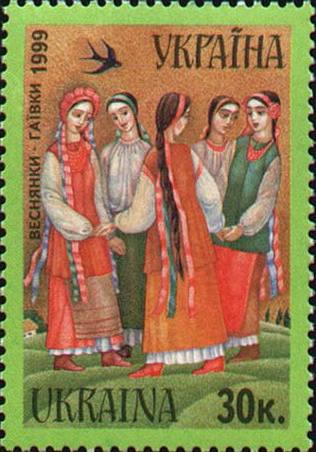
وسنیانکا که بر روی تمبر ۱۹۹۹ اوکراین به تصویر کشیده شده است

وسنیانکا (به اوکراینی: Becнянкa) یا وسنیانکی (به انگلیسی: Vesnianky) همچنین به نام‌های: هاهیلکی، هایلکی، هاییوکی، یاهیلکی یا روهولکی نیز شناخته می‌شود) یک نوع آهنگ رقص بهاری است که در سرزمین‌های اوکراین امروزی اجرا می‌شود و هزاران سال است که اجرا می‌شده است. در حالی که قدمت آن به پیش از مسیحیت بازمی‌گردد، مبلغان مسیحی بسیاری از رقص‌ها را با گنجاندن مضامین مسیحی در آهنگ‌ها و اشعار همراهِ رقص تغییر دادند.